# Kurt Gollnick
Kurt Gollnick (* 1889 in Berlin; † nach 1948) war ein deutscher Jurist, u. a. Verteidiger während der Nürnberger Prozesse.

## Leben
Kurt Gollnick studierte an der Universität Berlin Rechtswissenschaften und promovierte später. Er gehörte keiner Partei an und war nach dem Krieg als Rechtsanwalt in Berlin tätig.
Ab 1906 hatte er mit vier anderen Kollegen eine Sozietät am Nollendorfplatz 1 in Berlin. Einer davon war der jüdische Jurist Max Alsberg. U. a. im Verfahren zur Ermordung von Walther Rathenau im Oktober 1922 war Gollnick bereits gemeinsam mit Alsberg Verteidiger gewesen. Die vier anderen Verteidiger (Willy Hahn, Alfons Sack, Paul Bloch und Walter Luetgebrune) stimmten ihr Vorgehen gemeinsam ab, um die beiden weniger national gesinnten Gollnick und Alsberg kaltzustellen. So konnte Luetgebrune die Verteidigung von Ernst Werner Techow von Alsberg übernehmen. Gollnick hatte die Verteidigung von Willy Günther, welchen er aus Schulzeiten kannte und welcher mit seinen Aussagen zur Ermordung Rathenaus zu weiteren Verhaftungen geführt hatte, übernommen. Anfangs hatte Günther noch Luetgebrune mit der Verteidigung betraut, sich dann aber umentschieden, was zu erheblichen Anwürfen Luetgebrunes führte.
Als 1927/28 mehrere jüdische Händler für ihr Vorgehen gegen provozierende faschistische Studenten in Leer angeklagt wurden, vertraten Alsberg (Verteidiger von Jakob de Leeuw) und Gollnick (Verteidiger von Siegfried Landsberg und Isaak de Vries) einen Teil der Angeklagten.
1933 wurde zur Trennung der jüdischen und nicht jüdischen Sozietäten aufgerufen. Daraufhin verließ lediglich einer der Juristen, Kurt Peschke, die Sozietät. Gollnick, Lothar Welt und Max Schmidt arbeiteten weiterhin mit Alsberg zusammen.
Anfang 1944 wurde Oskar Kusch wegen „Zersetzung der Wehrkraft, Beschimpfen des Reiches und Greuelpropaganda“ angeklagt. Kuschs Freund, Oberleutnant der Luftwaffe Hans Dietrich Berger, bemühte sich trotz hohem Honorarangebot vergeblich um die Verpflichtung von Gollnick als Kuschs Wahlverteidiger. Letztendlich übernahm Gerhard Meyer-Grieben die Verteidigung. Meyer-Grieben übermittelte aber auf Vermittlung von Berger den Schriftsatz der Verteidigung an Gollnick zur Überprüfung.
Im Krupp-Prozess (Fall 10 der Nachfolgeprozesse; USA gegen Alfried Krupp et al.), einem Nachfolgeprozess der Nürnberger Prozesse, der von Anfang Dezember 1947 bis Ende Juli 1948 dauerte, war er ab 19. September 1947 Verteidiger von Karl Eberhardt. Am 20. Februar 1948 gab er das Mandat an Walter Siemers ab. Eberhardt wurde in zwei von vier Anklagepunkten für schuldig befunden und zu 9 Jahren Haft verurteilt. Anfang 1951 wurde er frühzeitig entlassen.
Im späteren Prozess Oberkommando der Wehrmacht (Fall 12 der Nachfolgeprozesse; USA gegen Wilhelm Leeb et al.) war er Verteidiger des ehemaligen Oberbefehlshaber der 15. Armee, Generaloberst Hans von Salmuth. Salmuth wurde wegen Verbrechen gegen die Menschlichkeit für schuldig befunden und zu 20 Jahren Haft verurteilt, wobei er bereits 1953 vorzeitig aus der Haft entlassen wurde.
In diesem Prozess war er auch Verteidiger von Hugo Sperrle, welcher freigesprochen wurde.